# Pasquale Bondini
Pour les articles homonymes, voir Bondini.
Pasquale Bondini (né en 1731 à Ascoli Piceno, décédé le 30 octobre 1789 à Brunico) était un chanteur lyrique italien à la voix de basse  et un impresario d'opéra. Il est l'époux de la soprano Caterina Bondini (parfois confondue avec Teresa Saporiti) qui créa le rôle de Zerlina et père de la soprano Marianna Bondini Barilli.
De par ses choix artistiques et d'impresario, Pasquale Bondini apparait avoir été l'un des impresarios de théâtre les plus importants de son siècle, aussi bien dans le monde de l'opéra italien que dans les représentations théâtrales et lyriques en langues allemande et tchèque.

## Biographie
On connaît peu d'éléments de la jeunesse de Pasquale Bondini.
Pasquale Bondini apparait dans la compagnie de chanteurs italiens dirigée par Gaetano Molinari, en tant que basse bouffe, de 1762 à 1763 à l'opéra de Prague et peut-être également comme metteur en scène. En 1764, il crée sa propre compagnie d'opéra italien qui joue au Kotzentheater de Prague et l'emmène à Dresde l'année suivante.
L'opéra buffa de Dresde a été créé par Pasquale Bondini en 1765. Il se fait néanmoins s'engager envers la cour de Dresde de telle sorte que la direction générale du théâtre de la cour, subventionnée par le prince électeur, lui est confiée. On perd sa trace pendant les dix années suivantes.
En 1773, Pasquale Bondini épouse la soprano Caterina Bondini qui sera une chanteuse soprano populaire dans la compagnie de son mari au milieu des années 1780.
Il s'associe à la compagnie théâtrale de Giuseppe Bustelli, qu'il reprend en 1776. L'année suivante, il prend la direction des théâtres de la cour de Dresde avec une subvention de 6 000 thalers pour monter des pièces en langue allemande puis des théâtres de Leipzig,. Son opéra buffa de Dresde a été dissous à la suite de la guerre de succession de Bavière en 1778-1779
Le répertoire jouée alors par sa troupe comprend certaines des pièces les plus significatives du théâtre allemand de l'époque, comme Emilia Galotti de Lessing (1777), Clavigo de Goethe (1778) et Les Brigands de Schiller (1780), ainsi que certaines pièces de Shakespeare comme Hamlet et Macbeth.
En 1779, Pasquale Bondindi est sollicité à Prague pour ouvrir un nouveau lieu d'opéra, le palais Thun, inauguré le 12 septembre 1781. Il se repose sur Domenico Guardasoni comme co-directeur était, un homme de théâtre expérimenté, pour piloter une petite troupe dans laquelle le même chanteur était souvent contraint d'interpréter deux rôles différents. En dépit de ces moyens limités, Pasquale Bondindi organise des représentations mémorables avec l'aide de Guardasoni ; on notera la représentation à l'occasion d'une visite à Prague de l'empereur Joseph II. Le succès de sa troupe est tel qu'en 1783, on lui confie la direction d'un second théâtre, le théâtre Nostic à Prague, à la demande du comte František Antonín Nostic-Rieneck (cs).
Pasquale Bondini doit proposer au public des représentations ne reposant pas que sur l'italien, langue de la tradition de l'opéra italien. Il est donc contraint par le public d'organiser souvent des représentations en allemand et, pour les Pragois, en tchèque. À cette fin, il engage F. Bulla comme co-directeur, qui inaugure la première représentation dans cette langue en 1785. Le public pragois se partage alors entre les deux théâtres en tchèque et en allemand, non sans qu'il s'ensuive une vive polémique, à laquelle Bondini reste absolument neutre. En 1787, il engage également une troupe de prose composée uniquement d'éléments germanophones sous la direction de Reinecke, qui meurt en novembre de la même année.
En décembre 1786, il rencontre des difficultés financières et confie à Guardasoni la mise en scène des Noces de Figaro de Mozart, qui connaît un grand succès renflouant ses finances pendant l'hiver. En janvier 1787, Mozart débarque à Prague lui offrant  l'opportunité immanquable de passer une commande marquant sa carrière d'impresario de théâtre. Grand admirateur de Mozart, il lui commande en janvier 1787 un opéra, qui s'avérera plus tard être Don Giovanni, pour la somme de 100 ducats. Sa femme, Caterina, participa également à l'opéra dans le rôle de Zerlina et sa probable belle-sœur, Teresa Saporiti, participa également à l'opéra dans le rôle de « Donna Anna ». Écrit en partie à Vienne, mais achevé à Prague, l'opéra devait être représenté, dans une mise en scène de Guardasoni, le 14 octobre 1787 lors d'une soirée dédiée aux jeunes époux Antoine Ier de Saxe et Marie-Thérèse d'Autriche, sœur de Joseph II, de passage à Prague. L'absence d'un chanteur obligea Bondini à se rabattre sur la Nuit de Figaro, dirigée par Mozart lui-même avec un immense succès. La première de Don Giovanni n'eut donc lieu que le 28 octobre 1787, toujours sous la direction du compositeur.
Après ces succès, l'intérêt de Pasquale Bondindi pour le théâtre commença à diminuer. À l'expiration du contrat avec le théâtre Nostic, il abandonne la direction aux Guardasoni, conservant quelque temps le palais de Thun. Finalement il vend au caissier de ce théâtre, Francesco Seconda, l'ensemble de son entreprise théâtrale en 1789 pour 8 000 florins.
À la suite de l'incendie au théâtre de Prague, Bondini meurt en 1789 à Brunico dans le Tyrol au cours de son retour en Italie.